# Еміне Семіє Онася
Еміне Семіє Онася (також була відома як Еміне Семіе та Еміне Вахіде; нар. 28 березня 1866, Стамбул, Османська імперія — пом. 1944, Стамбул, Туреччина) — турецька письменниця і одна з перших феміністок.

## Біографія
Народилася 28 березня 1866 року в Константинополі другою дочкою Ахмеда Джевдет-паші та сестрою письменниці Аліє Фатми. Матір'ю була Адвіє Рабіа-ханим. Еміне Семіє протягом семи років вивчала психологію і соціологію у Франції та Швейцарії. Вона була однією з перших жінок-мусульманок Османської імперії, які здобули освіту в Європі.
З 1882 року Еміне Семіє викладала турецьку мову і літературу в Стамбулі та інших містах. Працювала інспекторкою в школі для дівчаток і молодшою медсестрою в госпіталі Шишли Ефтал. Писала статті про навчання та політику, які були опубліковані в газетах «Mütalaa» і «Hanımlara Mahsus Gazete». Також написала в 1893 році підручник з математики «Hulasa-i Ilm-i Hesap». Найбільш відомі твори Еміне Семіє — це оповідання «Sefalet» (Бідність) та «Gayya Kuyusu» (Пекельна яма).
Разом зі своєю сестрою Аліє Фатмою Еміне Семіє Онася вважається однією з найвизначніших діячок у русі за права жінок в Османській імперії. Вона брала участь у створенні кількох благодійних організацій, метою яких була допомога жінкам. Також боролася за розширення прав жінок. Вона входила до партії «Єднання і прогрес», а також до складу Османської демократичної партії. У 1920 Еміне Семіє Онася увійшла до складу правління Асоціації турецької преси.

### Особисте життя
Довгий час Еміне Семіє Онася проживала в Парижі. Двічі була одружена і розлучена: першого чоловіка звали Мустафа-бей, а другого Решіт-паша. Мала сина Джевдета Лагаша. Еміне Семіє Онася померла в 1944 році в Стамбулі.